# Фил Хит
Филип Џерод „Фил“ Хит (рођен 18. децембра 1979.) је амерички ИФББ професионални бодибилдер и тренутни Мистер Олимпија. Он је шестоструки освајач Мистер Олимпија такмичења, које је освајао од 2011 до 2017. Његова победа 2016. године га је изједначила по броју освојених такмичења са Доријаном Јејтсом, па су обојица четврто пласирани на листи у историји тог такмичења иза Ли Хејнија, Ронија Колемана и Арнолда Шварценегера.

## Ране године
Хит је рођен и одрастао је у Сијетлу, Вашингтон. Похађао је Рејнер Бич средњу школу, где је играо на позицији крила у разним кошаркашким тимовима. Похађао је Деневер Универзитет у Деневеру, Колорадо под пуном спортском стипендијом. Дипломирао је на Информационим технологијама и Пословној администрацији док је играо крило у за Деневер Дивизију кошаркашки тим.

## Бодибилдинг каријера
Хит је започео своју бодибилдерску каријеру 2002. 2005. године је освојио апсолутну титулу на НПЦ УСА такмичењу, па је тиме добио статус ИФББ професионалног бодибилдера. Победио је на своја прва два професионална такмичења следеће године: Колорадо Про шампионат и Њујорк Про шампионат. 2007. године, Хит је освојио пето место на Арнолд Класику. Иако се тим пласманом квалификовао за Мистер Олимпију, Хит је одлучио да се не опроба те године на бини, рекавши да му треба још времена како би поправио своју форму.
Хит је 2008 освојио Ајрон Мен такмичење као и друго место на Арнолд Класику, где се пласирао одмах иза Декстера Џексона. Те године, дебитује и на бини Мистер Олимпије, где је завршио на трећем месту и тако постао први новајлија који је завршио у топ три на такмичењу још од Флекс Вилера 1993. Био је фаворит за титулу Мистер Олимпије 2009, али га је стомачни вирус омео због чега је био 3 килограма лакши него што је планирао, па је то резултирало петим местом на том такмичењу. 2010 је заузео друго место на Мистер Олимпији иза Џеј Катлера, коме је то била последња титула на Мистер Олимпији. Након што је успео да поправи задњу латисимус позу, хит је победио Катлера и постао Мистер Олимпија 2011. Хит је успешно бранио Мистер Олимпија титулу пет година узастопно од тада. Хит је 2014. године освојио Мистер Олимпија титулу победивши Каи Грина и Декстера Џексона. 2016. године је освојио шесту узастопну титулу, па је тако изједначио рекорд Доријана Јејтса са истим бројем освојених титула на овом престижном такмичењу где обојица заузимају четвру место иза Ли Хејнија (8), Ронија Колемана (8) и Арнолда Шварценегера (7).
Хит се појавио на многим фитнес магазин насловницама и у чланцима. Такође је био и на насловници Флекс магазина. Снимио је пет бодибилдинг ДВД-ја : Дар, Дар – отпакован, Путовање ка Мистер Олимпији, Постати тринаести шампион и Операција Сендоу. Сви филмови су дело режисера Џонатана МакФарлана и у дистрибуцији Нодибрандед Филмови.

## Остали подухвати

### Даровит спортска опрема & Даровит суплементи[3]
Хит је власник фитнес спортске опреме под називом Даровит спортска опрема, односно, име је због његовог надимка – „Даровит“. Као додатак овој успешној компанији, у јулу 2014, Хит се удружио са Џоијем Фајерстоном, па су заједно створили Даровит суплеметацију. Док је креирао своју суплемент компанију и истовремено држао титулу Мистер Олимпије, Хит је постао први професионални бодибилдер који је власник компаније спортских суплемената, а још увек се такмичи.

### Професионално рвање
Дана 20. октобра 2013., током одбројавања за ТНА Баунд фор Глори, Хит се удружио са Д БроМанс (Џеси Годерз и Роби И) у рингу за њихов тег тим меч који су победили: касније, исте вечери, придружио им се на ТНА Светском Тег тим шампионату у мечу против Ганера и Џејмс Сторма. После меча, Хит је заједно са њима славио победу у рингу и бекстејџу током интервјуа.

## Приватни живот
Хит живи у Вит риџу, Колорадо, где тренира у Армбруст Про теретани. Јуна 23. 2007, оженио је Џени Лаксон. Пар се развео 2015. године. 

## Историја такмичења
- 2003 Колорадо држава Север, Новајлије, полутешка категорија, 1 место и апсолутни победник
- 2003 НПЦ Колордо, полутешка категорија, 1 место
- 2004 НПЦ Колорадо, тешка категорија, 1 место и апсолутни победник.
- 2005 НПЦ Национални Јуниори, тешка категорија, 1 место и апсолутни победник.
- 2005 НПЦ УСА шампионат, тешка категорија, 1 место и апсолутни победник.
- 2006 Колорадо ПРо шампионат, 1 место
- 2006 Њујорк Про шампионат, 1 место
- 2007 Арнолд класик, 5 место
- 2008 ИФББ Ајрон мен, 1 место
- 2008 Арнолд класик, 2 место
- 2008 Мистер Олимпија, 3 место
- 2009 Мистер Олимпија, 5 место
- 2010 Арнолд класик, 2 место
- 2010 Мистер Олимпија, 2 место
- 2011 Мистер Олимпија, 1 место
- 2011 Шеру класик, 1 место
- 2012 Мистер олимпија, 1 место
- 2012 Шеру класик, 1 место
- 2013 Мистер Олимпија, 1 место
- 2013 Арнолд класик Европа, 1 место
- 2014 Мистер Олимпија, 1 место
- 2015 Мистер Олимпија, 1 место
- 2016 Мистер Олимпија, 1 место

## Спoљашне везе
- Official website
- Фил Хит на веб-сајту  (језик: енглески)
- Phil Heath Posing Video from Arnold Classic 2007 Архивирано на веб-сајту  (25. јануар 2018)
- Evolution of Bodybuilding